# Скарабеоид
Скарабеоид — изделие в форме жука-скарабея, как правило, амулет или оттискная печать. Они были популярны в Древнем Египте, а также в Греции и Италии. Они сохранились в большом количестве и благодаря своим надписям и типологии являются важным источником информации для археологов и историков-антиковедов. Они также представляют ценность как предметы искусства древности.
Амулеты в форме скарабея стали чрезвычайно популярны в Древнем Египте к началу Среднего царства (около 2000 г. до н. э.) и оставались таковыми во все последующие периоды, вплоть до христианизации Египта. Их исключительно обширное распространение, вероятно, связано с культом бога-скарабея Хепри. 
В течение этого длительного периода функции скарабеев неоднократно менялись. В первую очередь это были амулеты, на них также наносили надписи для использования в качестве личных или административных печатей или включали в украшения. Некоторые скарабеи были созданы в политических или дипломатических целях, чтобы отметить или прославить политические достижения правителей. К началу Нового Царства сердечные скарабеи, которые клали на грудь мумии между слоями бинтов, стали обязательной частью погребального инвентаря. 
Со среднего бронзового века другие древние народы Средиземноморья и Ближнего Востока импортировали скарабеев из Египта, а также производили скарабеев в египетском или местном стиле. Скарабеи проникли в искусство ассирийцев, финикийцев, греков, этрусков и других.
Начиная с первой четверти XIX века в связи со всплеском интереса к Древнему Египту в странах Европы (т.е. египтомания) скарабеи снова вошли в моду. Их можно видеть в изделиях декоративно-прикладного искусства периодов ампира и модерна. 
Скарабеоиды часто становятся объектами подделки современных фальсификаторов.

## Описание
Скарабеоид представляет собой фигуру скарабея разной степени детализации с плоским основанием, на котором вырезали текст или изображение. Вид скарабея идентифицирован как Scarabaeus sacer (священный скарабей).
Скарабеоиды производились в огромных количествах на протяжении многих веков разными древними народами и благодаря маленькому размеру они хорошо сохраняются. Амулеты-скарабеи изготавливались из различных материалов. В Египте это чаще всего был стеатит, фаянс и полудрагоценные твёрдые минералы (лазурит, яшма, сердолик, аметист), в Греции и Италии — почти всегда полудрагоценные камни (сердолик, полосатый агат, халцедон, аметист и другие). Стеатитовые и фаянсовые скарабеи обычно окрашивались в зелёный или синий, но используемые глазури со временем либо обесцвечиваются, либо стираются, из-за чего большинство сохранившихся стеатитовых скарабеев светлого цвета и имеют коричневатый оттенок.
Хотя египетские скарабеи были частью охранного набора мумии, многие скарабеоиды предназначены для ношения живыми людьми. Во многих из них, особенно в мелких, просверлено сквозное отверстие, чтобы его можно было нанизать на нить как бусину или вставить в поворотное кольцо. Сердечные скарабеи отличаются более крупным размером, в них отсутствуют отверстия, зато есть идентифицирующая надпись.
Начиная с позднего Древнего царства скарабеоиды носили в качестве колец. Сначала просто привязанными к пальцу нитью, протянутой через сквозное отверстие, затем стали изготавливать полноценные кольца с золотой, серебряной или медной оправой. Простейшая оправа представляла собой металлическую проволоку, на которую был нанизан скарабей. При этом скарабеоид всегда был подвижным и мог вращаться в оправе, чтобы его было удобно использовать в качестве печати. Такие же кольца изготавливали и греки, хотя и в меньшем количестве.

## В Египте

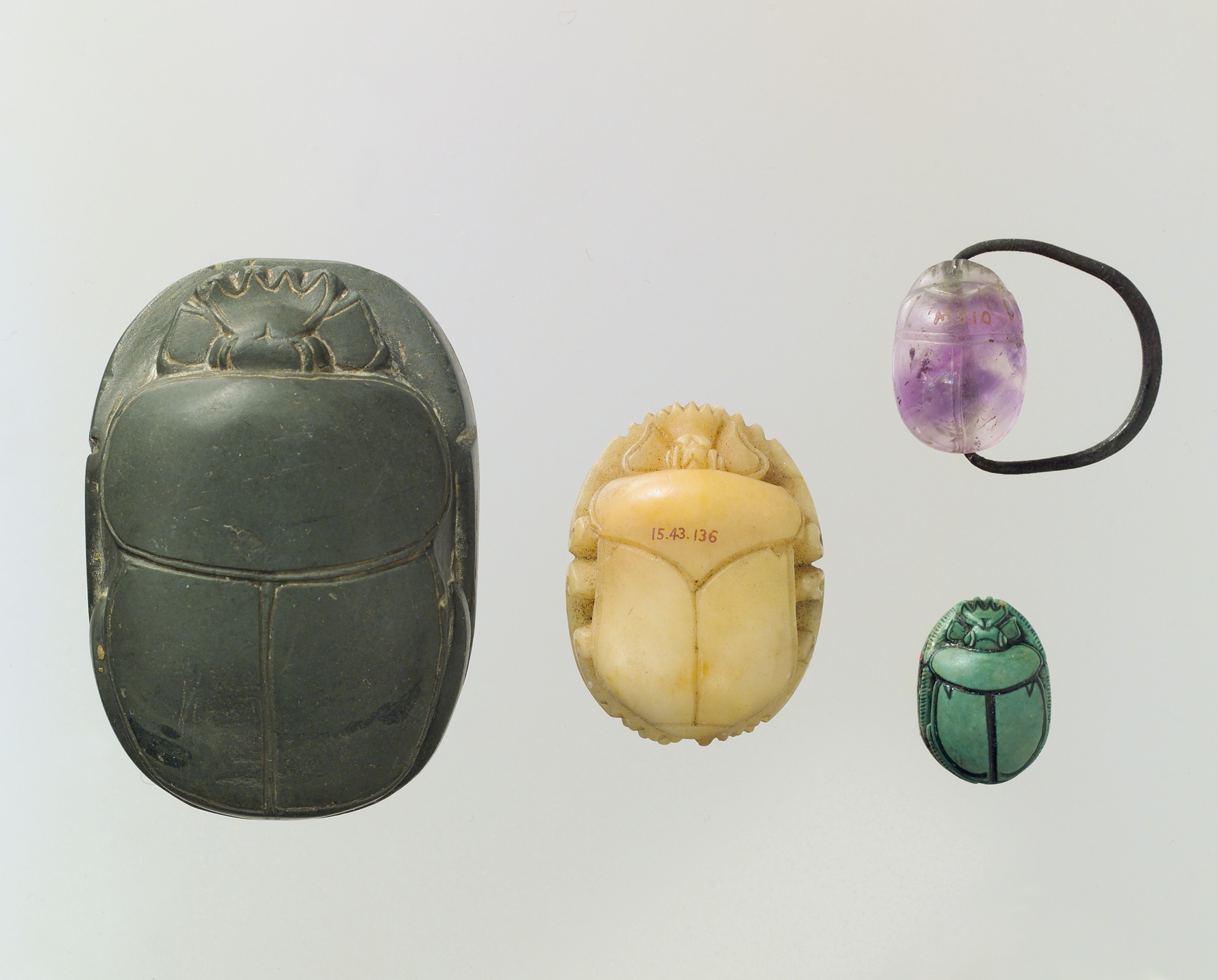
Древнеегипетские скарабеоиды разных размеров и материалов. Метрополитен-музей

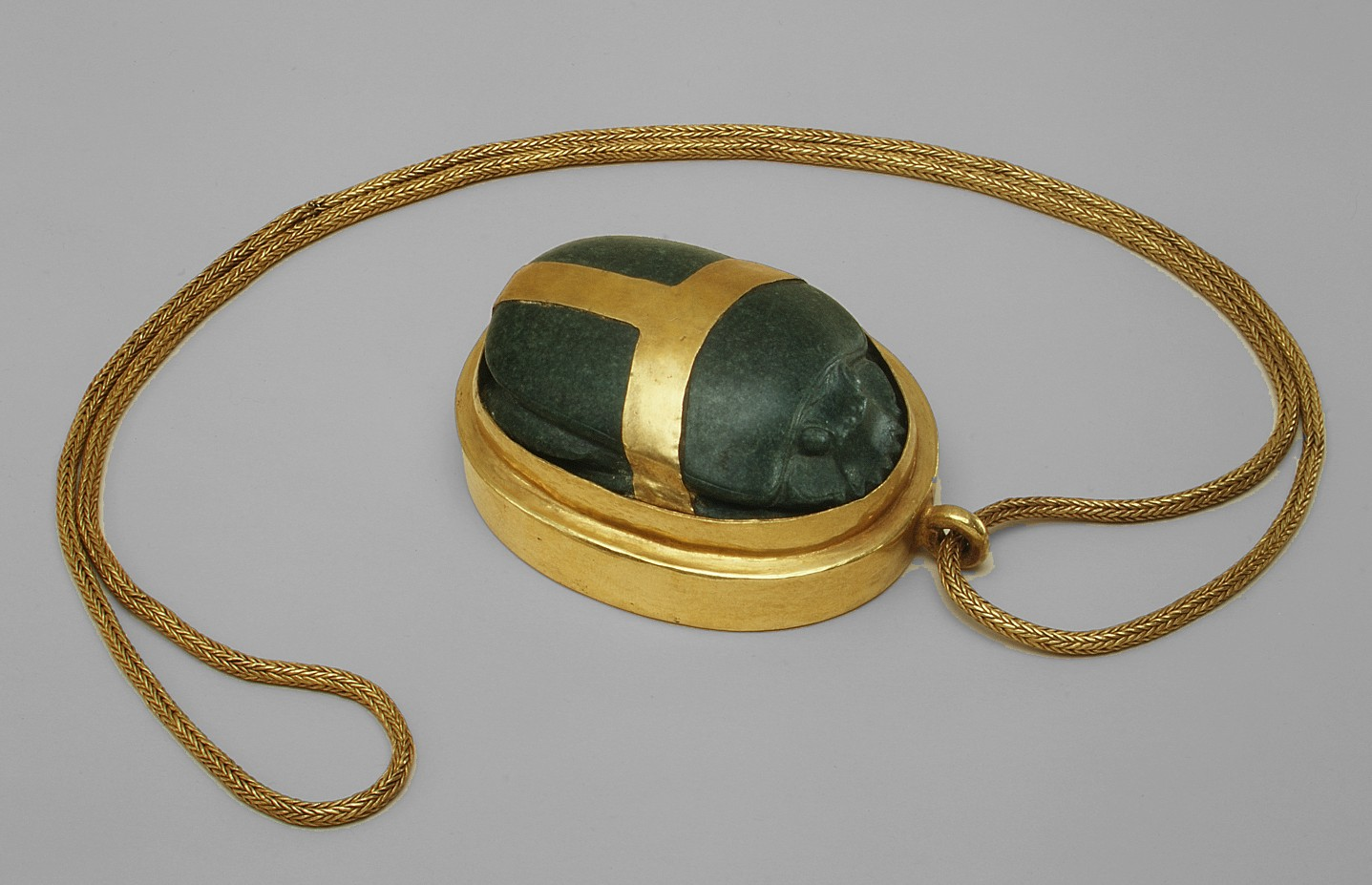
Сердечный скарабей из серпентинита в золотой оправе с цепочкой. XVIII династия. Метрополитен-музей

Крылатый скарабей из фаянса. Период Птолемеев. Египетский музей (Турин)

Корни древнеегипетского поклонения жукам-скарабеям лежат в солярном культе. Считается, что то, как жук-навозник скатывает навоз в шарик, ассоциировалось у египтян с тем, как бог Ра каждый день катит солнце по небу. Из-за своего символически похожего действия скарабей рассматривался как отражение небесного цикла и как воплощение идеи возрождения или перерождения.
Египетский бог Хепри, олицетворявший утреннее солнце, т.е. одну из ипостасей Ра, часто изображался в виде жука-скарабея или человека с головой жука-скарабея. Древние египтяне считали, что Хепри каждый день обновлял солнце, перед тем как закатить его за горизонт, затем проносил его через потусторонний мир после захода солнца, только чтобы снова возвести на небо на следующий день. 
К концу Первого переходного периода (около 2055 г. до н.э.) скарабеоиды стали чрезвычайно распространены в Египте и значительной степени заменили цилиндрические печати и круглые «кнопочные печати». На скарабеоидах-печатях гравировали имена фараонов и высокопоставленных чиновников, чтобы использовать их в качестве официальных печатей. Со времён Нового царства скарабеи с именами и титулами чиновников встречаются реже, но как скарабеи с именами богов, часто в сочетании с короткими молитвами или девизами, такими как «С Ра позади нечего бояться», стали более популярными.
С именем фараона Аменхотепа III связана традиция изготовления памятных скарабеев. Это были довольно крупные (от 3,5 до 10 см в длину), изготовленные из стеатита, скарабеоиды с длинными надписями, описывающими важные события правления фараона. В них также упоминается имя жены Аменхотепа, царицы Тии. Сохранилось более двухсот подобных экземпляров. Традиция изготовления памятных скарабеев была возрождена столетия спустя, во времена XXV династии, когда кушитский фараон Шабака (721–707 гг. до н. э.) приказал изготовить несколько больших скарабеев в память о своих победах, подражая тем, что были созданы для Аменхотепа III.
В качестве погребального амулета скарабеоиды использовались с начала Нового царства и до Третьего переходного периода. Эти скарабеи в длину обычно от 4 до 12 см, часто изготавливались из тёмно-зелёного или чёрного камня и не просверливались. Иногда основание покрыто золотой пластиной, на которую наносился текст. Обычно это заклинания из Книги мёртвых. Заклинание приказывает сердцу умершего (обычно оставленному в грудной полости мумии, в отличие от других внутренностей) не давать показаний против умершего, когда умершего судят боги подземного мира. Часто предполагается, что сердцу приказано не давать ложных показаний, но может быть и обратное. Книга Мёртвых требует, чтобы сердечный скарабей был сделан из зелёного камня немехеф (зелёная яшма), но использовались и другие камни зелёных оттенков. Сердечные скарабеи часто вешали на шею мумии с помощью золотой проволоки, а сам скарабей был заключён в золотую оправу.
Начиная с XXV династии стали появляться большие нагрудные скарабеи без надписей, зато с отдельно прикреплёнными крыльями. В основном они сделаны из фаянса зелёного или синего цвета. Видимо, это тоже связано с богом Хепри, так как его иногда изображали в виде крылатого скарабея. 
Египтяне верили, что посмертная судьба человека зависит от его ответов на загробном суде, крайне важно было верно повторить положенные ритуальные фразы. Для подстраховки умершему клали с собой тексты Книги мёртвых (например, на кусочках папируса, которые вкладывали между слоями бинтов). Поскольку многие люди в те дни были неграмотными, даже положить копию этого свитка в гроб было недостаточно, чтобы защитить их от осуждения за неверный ответ. В результате жрецы зачитывали вопросы и соответствующие ответы жуку, которого затем убивали, высушивали и помещали в ухо умершего. Когда боги затем задавали свои вопросы, призрачный скарабей шептал правильный ответ на ухо просителю, который затем мог ответить богам мудро и правильно.

## В античном мире

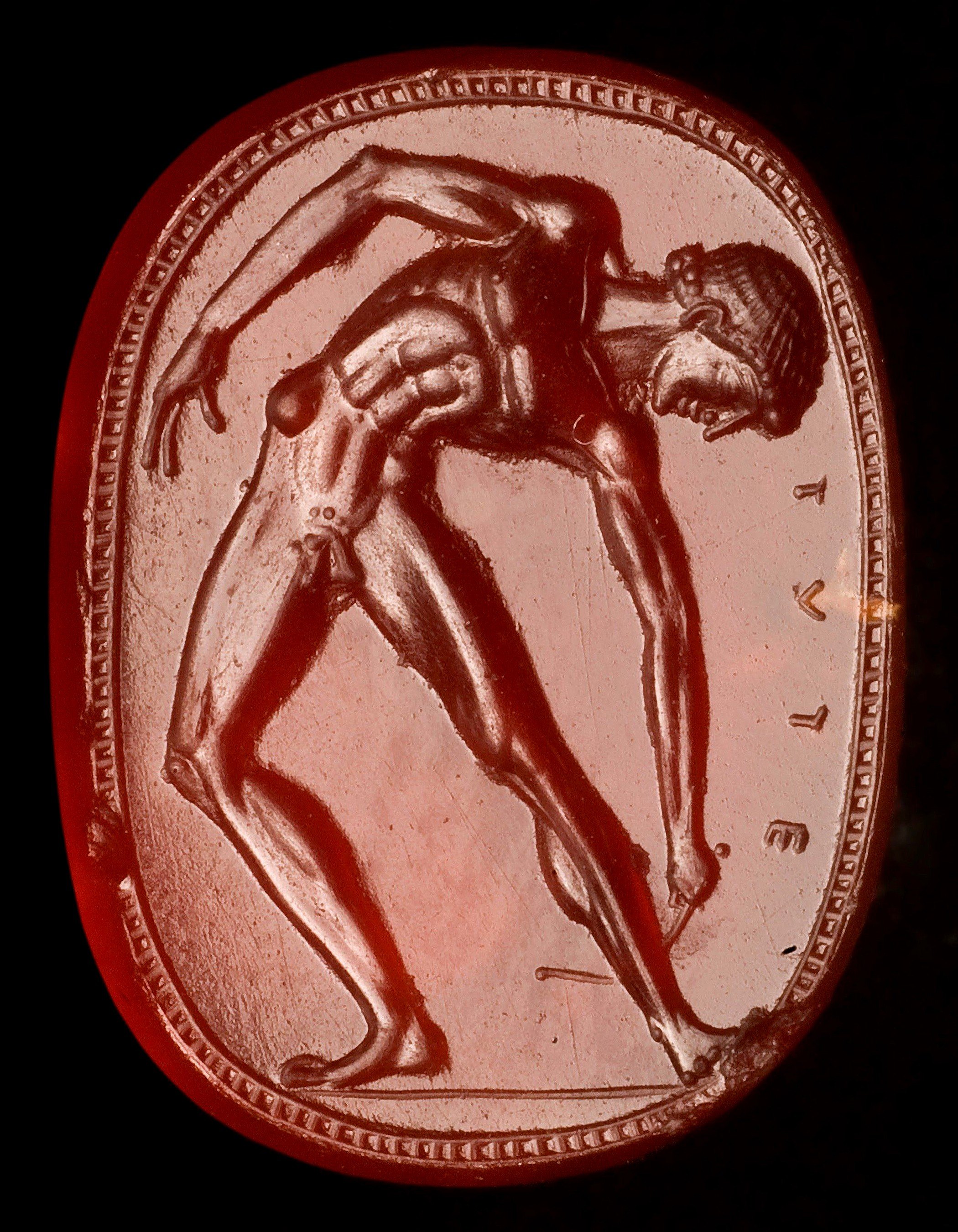
Этрусский скарабеоид с изображением Тидея. Сердолик. 500–475 до н.э. Государственные музеи Берлина

Европейские скарабеоиды, как правило, по форме повторяют египетские. Основное различие состоит в том, что греки, римляне и этруски не заимствовали иероглифы и египетскую религиозную символику, а наносили изображения, связанные с собственной мифологией или бытовые сцены. Таким образом, античные скарабеоиды в целом не выбиваются из общего ряда античной глиптики. Для них характерен тот же выбор материалов, чаще всего это поделочные камни, обладающие насыщенным цветом (аметист, агат, сердолик, яшма, халцедон). В отличие от египтян, не используется керамика, в том числе фаянс. Надписи довольно редки, если встречаются, то на греческом.  
Типичные сцены, характерные для европейских скарабеоидов, включают в себя: изображения богов, богинь и героев (например, Афина, Афродита, Геркал), мифических существ (сатиры, сирены), обычных животных, также сцены охоты, батальные сцены и изображения воинов в характерных доспехах или же нагих. В египетских скарабеях бытовые сцены практически отсутствуют. 
Греческие скарабеоиды использовались как печати, этрусские — только как украшения. Большая коллекция античных скарабеев экспонируется в Музее Гетти в США.

## Египетское возрождение
Всплеск интереса к древнеегипетской культуре начался на рубеже XVIII—XIX веков, после египетского похода Наполеона Бонапарта. Наполеон привёз из Египта многочисленные древности, которые восхитили европейцев. После расшифровки египетских иероглифов в 1822 году европейцам открылось истинное культурное богатство египетской цивилизации. Египетские мотивы (например, сфинксы, обелиски, иероглифы) вошли в господствовавший в первой четверти XIX века парадный стиль ампир. Второй «египетский бум» пришёлся на начало XX века в стилях модерн и ар-деко. Открытие в 1922 году гробницы Тутанхамона со всеми её богатствами стало одним из главных открытий в истории археологии. В целом египтизирующий стиль, или «египетское возрождение» является частью общей тяги к историзму в европейском искусстве XIX—XX веков.
Нередким явлением было создание композитных украшений, где древний артефакт (например, фаянсовый или стеатитовый скарабей) вставлялся в современную золотую оправу и носился как обычное ювелирное украшение. В XIX — начале XX века торговля древностями была распространённым явлением, поскольку государственного регулирования в этой сфере не существовало. Такие украшения получили название «археологических» (англ. Archaeological jewellery), пик их популярности приходится на вторую половину XIX века. Другой разновидностью ювелирных украшений были изделия, созданные с использованием египетских мотивов, но полностью из новых элементов. 

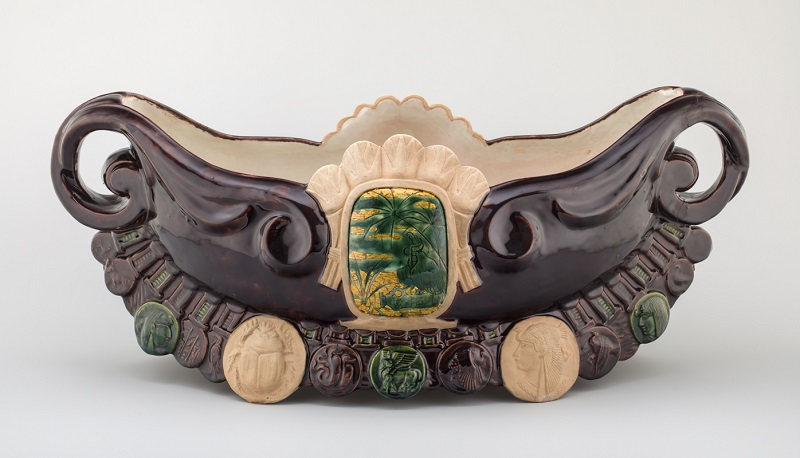
Цветочный ящик (жардиньерка), украшенный медальонами со скарабеями, 1884
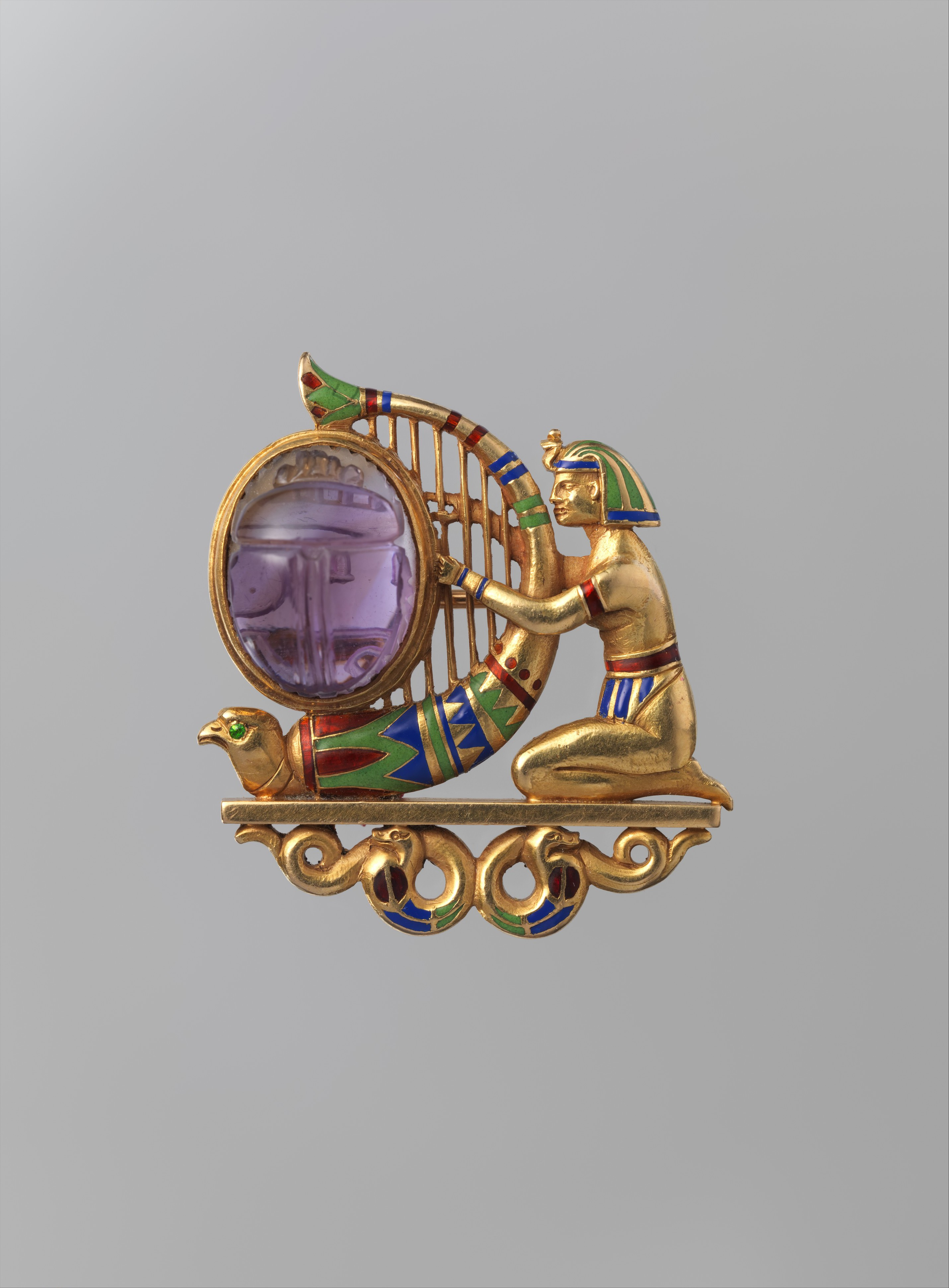
Брошь в египетском стиле со скарабеем из аметиста, ок. 1900
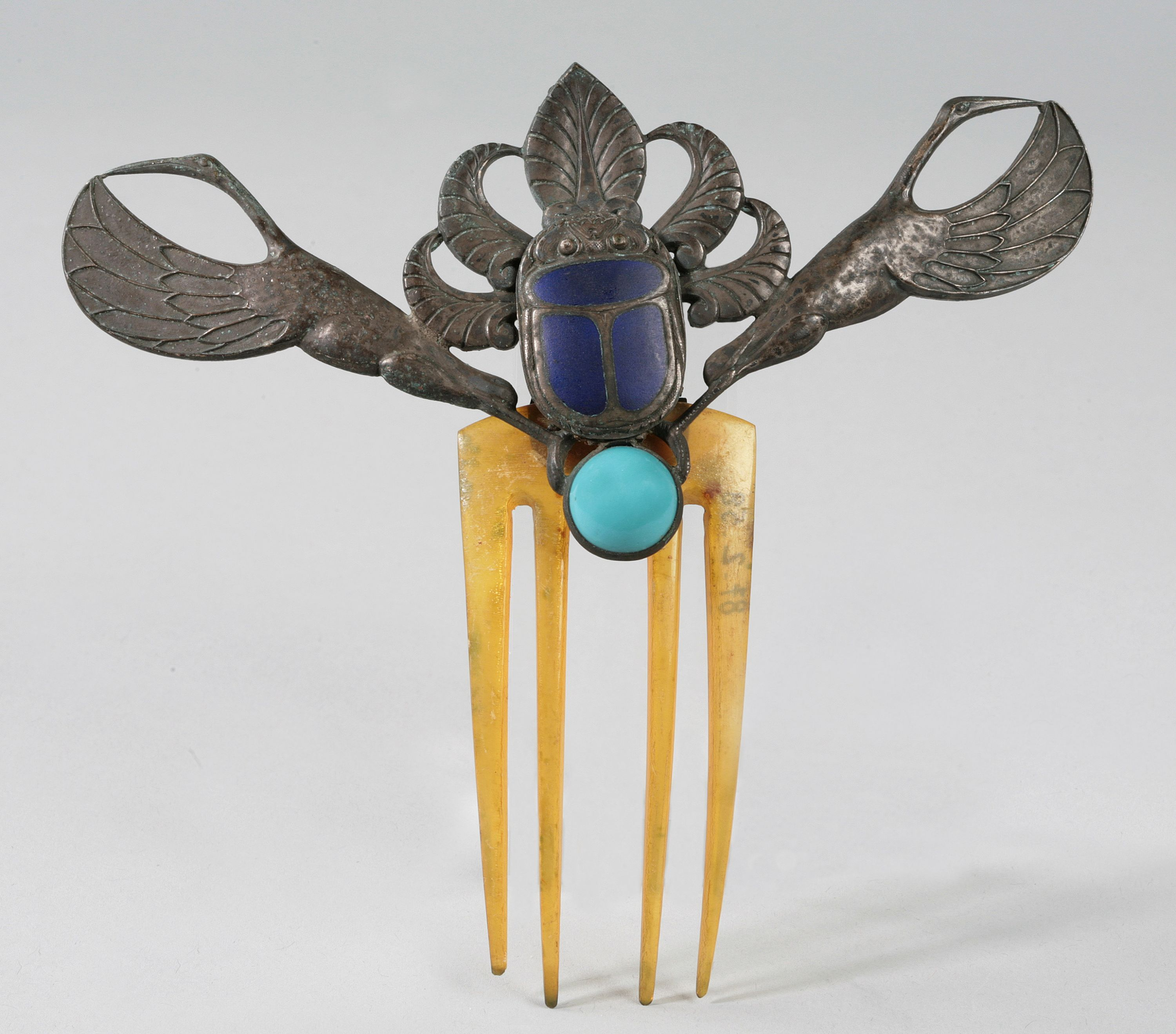
Гребень со скарабеем, нач. XX века
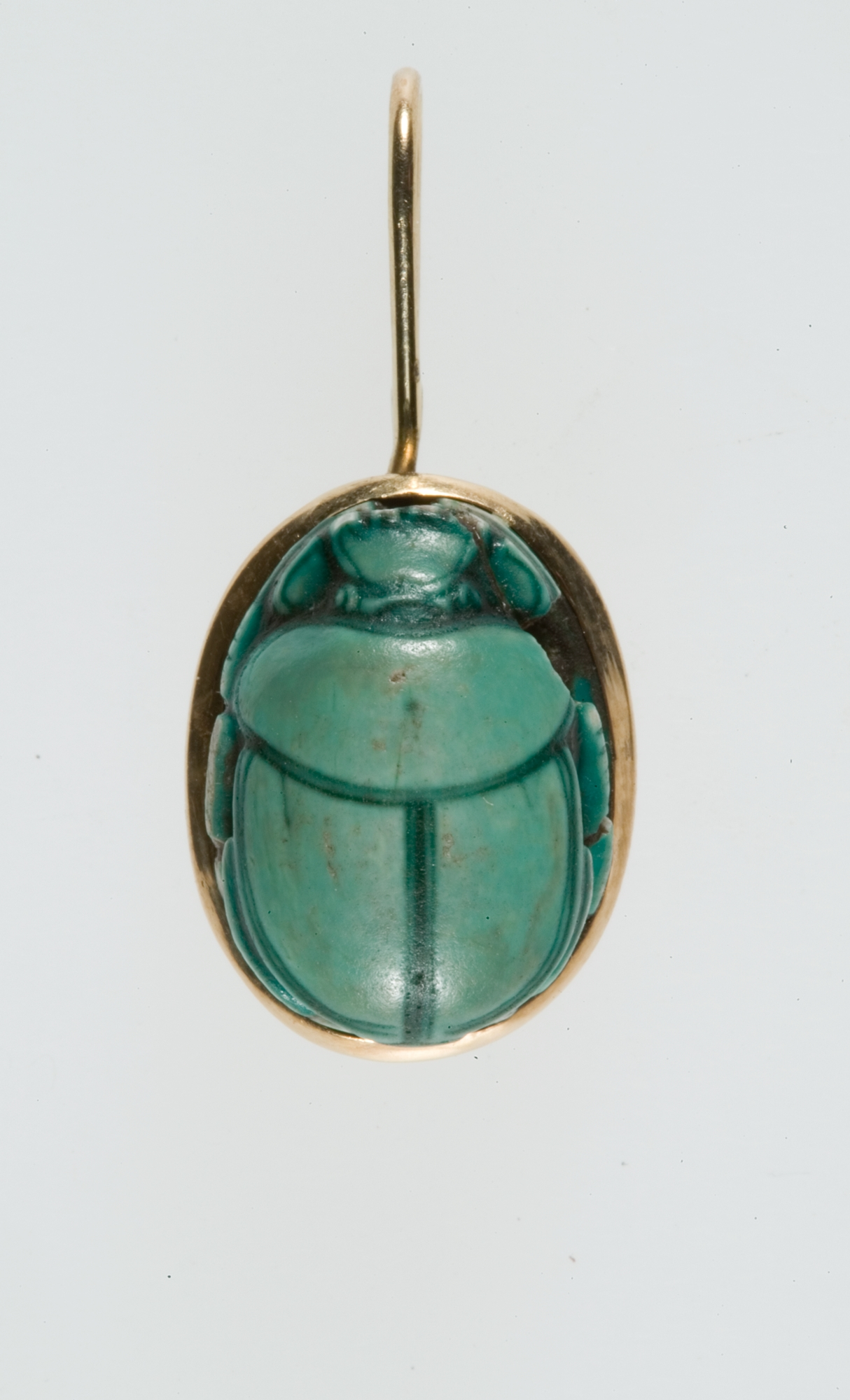
Стеатитовый древнеегипетский скарабей в современной золотой оправе
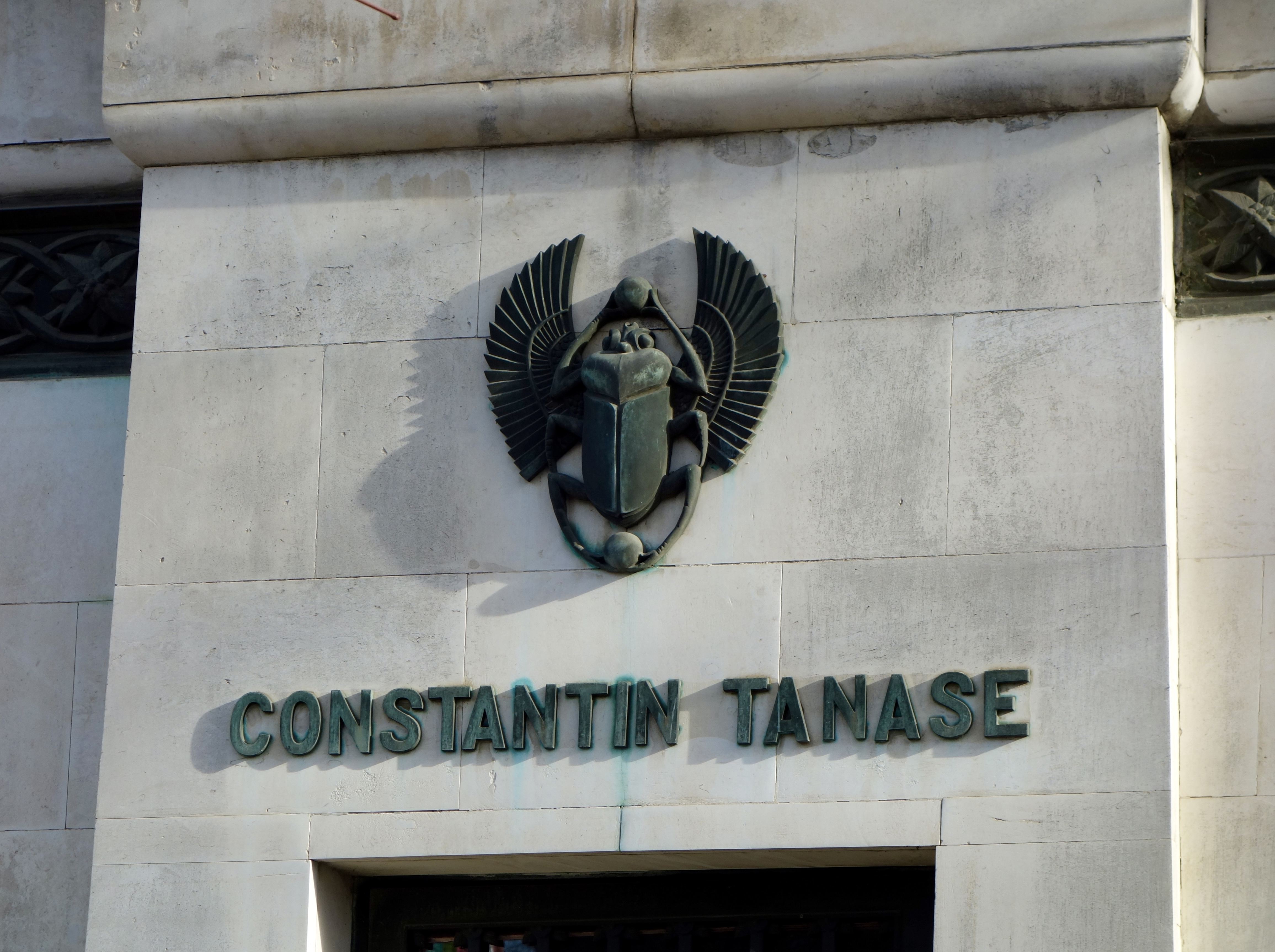
Крылатый скарабей над входом в гробницу Константина Тэнасе, Румыния

## В популярной культуре
- В первом романе П. Г. Вудхауза о Блэндингсе — «Что-то свежее» (1915) ключевым сюжетным ходом является похищение редкого египетского скарабея («Хеопс из четвёртой династии»).
- В романе британской писательницы-криминалистки Дороти Л. Сэйерс «Убийство должно быть рекламным» катапультированный скарабей является орудием убийства.
- Рок-группа Journey использует различные виды скарабеев в качестве основного логотипа и на обложках альбомов Departure, Captured, Escape, Greatest Hits, Arrival, Generations, Revelation и The Essential Journey.
- Египетская дэт-метал-группа Scarab получила своё название от этих артефактов.
- Голландский гравёр М. С. Эшер (1898–1972) создал в 1935 году гравюру на дереве, изображающую двух скарабеев или навозных жуков.
- В фильме «Мумия» Стивена Соммерса (1999) скарабей появляется как смертоносный древний жук, который поедает органы людей, которые вступят с ним в контакт.
- В эпизоде «Сумеречная зона», 5-й сезон, 23-я серия (1964) у главной героини Памелы Моррис есть древний амулет в виде жука-скарабея, который может истощить молодость любого, на кого она его наденет, позволяя ей оставаться молодой навсегда. Мисс Моррис говорит своей последней жертве, что она получила его от «фараонов, которые понимали его силу».
- В анимационном фильме Диснея «Аладдин» местонахождение Пещеры Чудес раскрывается, когда две половинки жука-скарабея соединяются вместе.
- Скарабеи используются в качестве денежной единицы планеты Саурия (первоначально известной как Планета динозавров) в видеоигре 2002 года Star Fox Adventures.
- Скарабеи массово появляются в видеоигре Tomb Raider: The Last Revelation. Они наносят урон Ларе Крофт на протяжении всей игры.

## Смотрите также
- Цилиндрическая печать — распространённая в древности форма печатей
- Тиет — египетский священный символ
- Скарабей из Орвието — этрусская надгробная плита
- Греческий скарабей со сценой из египетской сказки о «потерпевшем кораблекрушение»